# Шоркуль
Шорку́ль (тадж. Шоркӯл) — озеро, расположенное в южных отрогах Сарыкольского хребта в Горно-Бадахшанской автономной области Таджикистана. Узким протоком Узюкдарья, длиною в 9 км, соединяется с озером Рангкуль.
Общая площадь — 14 км² (1964) (уровень и площадь меняется в зависимости от времени года). Высота над уровнем моря — 3782 м. В результате изменения климата, связанного с таянием ледников из-за глобального потепления, озеро почти высохло.

## Химический состав
Согласно классификации природных вод по выделению гидрохимических фаций Г. А. Максимовича, Шоркуль входит в зону преобладания сульфатной гидрохимической формации бессточных областей, с преобладанием сульфатно-гидрокарбонатных и сульфатно-хлоридных вод. Таблица учёного выглядит следующим образом:
| Формация   | Фация              | Минерализация, мг/л |
| ---------- | ------------------ | ------------------- |
| Сульфатная | SO4²— —HCO3— —Mg²+ | 900—1500            |
|            | SO4²— —Cl— —Mg²+   | >1000               |